# 복엽기

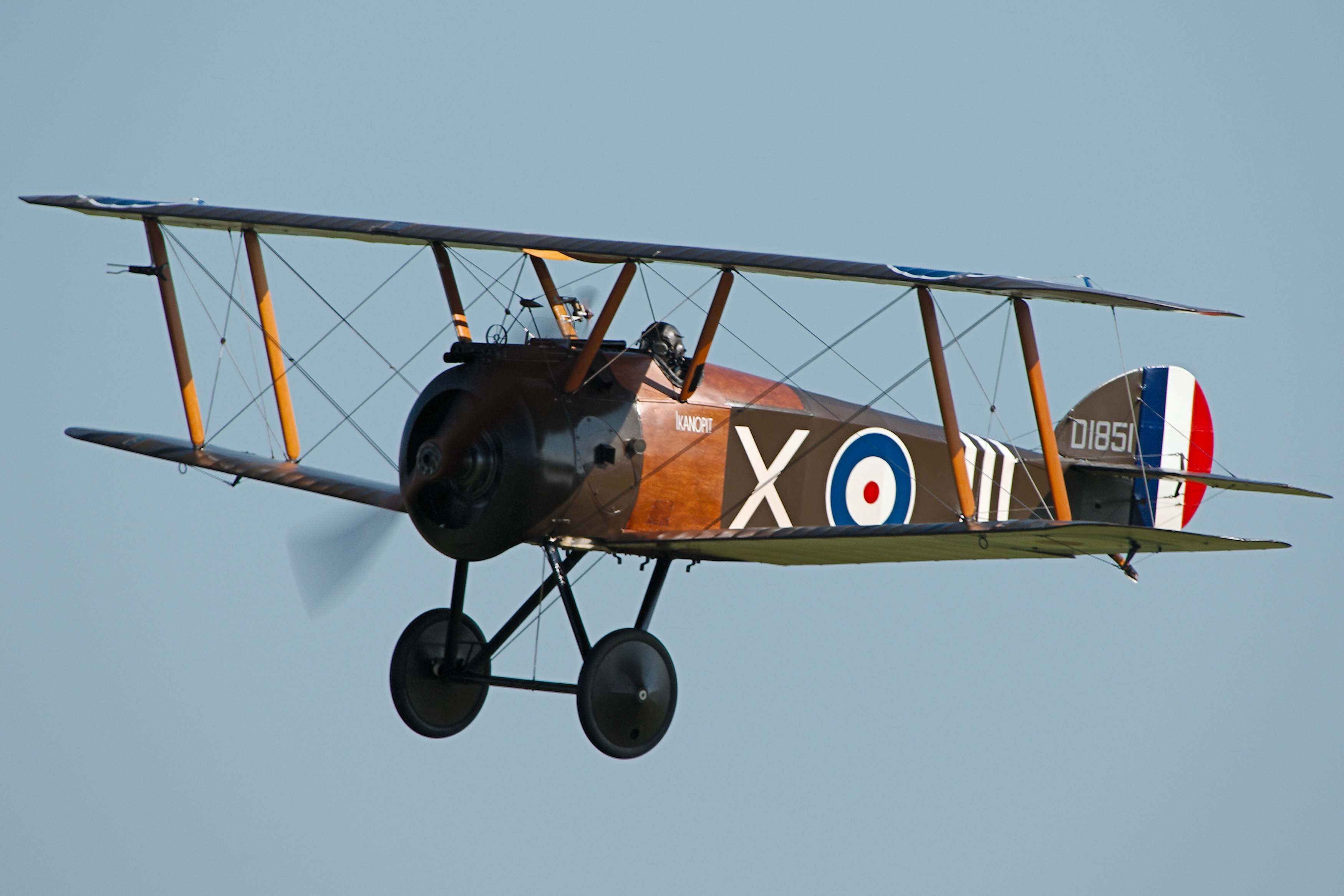
제1차 세계 대전 소프위드 카멜 복엽기

복엽기(複葉機, 영어: biplane) 두 개의 주 날개가 서로 겹쳐져 있는 고정익기이다. 최초의 동력 비행기인 라이트 플라이어 호는 복엽 배열을 사용했는데, 초기에 츌시된 많은 항공기가 이 방식을 채택했다. 날개 구조는 복엽식이 단엽식보다 구조적으로 유리한 반면, 단엽기보다 더 많은 항력을 발생시킨다. 향상된 구조 기술, 더 나은 재료, 더 빠른 속도의 항공기가 나오면서 1930년대 후반부터 복엽기는 쓰이지 않게 되었다.
복엽기는 기존의 외팔보 단엽기 설계보다 가벼운 날개의 구조, 낮은 익면 하중, 폭 좁은 날개와 같은 몇 가지 이점이 있다. 그러나 각 날개 위의 공기 흐름 사이의 간섭은 항력을 상당히 증가시키고, 복엽기는 일반적으로 광범위한 브레이싱이 필요하므로 추가적인 항력을 유발한다.
복엽기는 위아래가 아닌 앞과 뒤에 날개가 있는 탠덤 날개 배열과 대비된다.
이 용어는 때때로 날으는 동물의 날개를 묘사하기 위해 생물학에서도 사용된다.

## 같이 보기
- 단엽기